# Prestosuchus
Il prestosuco (gen. Prestosuchus) è un rettile arcosauro estinto, vissuto all'inizio del Triassico superiore (circa 215 milioni di anni fa). I suoi resti sono stati rinvenuti in Brasile.

## Un predatore che tendeva agguati?
Lungo quasi cinque metri, questo animale era uno dei massimi predatori del suo habitat. Il cranio robusto e dotato di lunghi denti acuminati lo faceva assomigliare a un dinosauro carnivoro (come Allosaurus), ma in realtà il prestosuco era molto più primitivo e visse in un'epoca in cui i veri dinosauri erano appena comparsi sulla Terra. Le parentele del prestosuco vanno invece ricercate nel gruppo di arcosauri di cui fanno parte anche i coccodrilli, i crurotarsi. Probabilmente il prestosuco non era in grado di inseguire a lungo le prede, e tendeva agguati ad animali più piccoli come i rincosauri o i cinodonti. Le zampe poderose, in ogni caso, indicano che l'animale era in grado di balzare addosso alle prede e di atterrarle con il suo peso. I suoi parenti più prossimi sono il gigantesco Saurosuchus, rinvenuto in Argentina, e il più piccolo Ticinosuchus, ritrovato in Italia e Svizzera. 

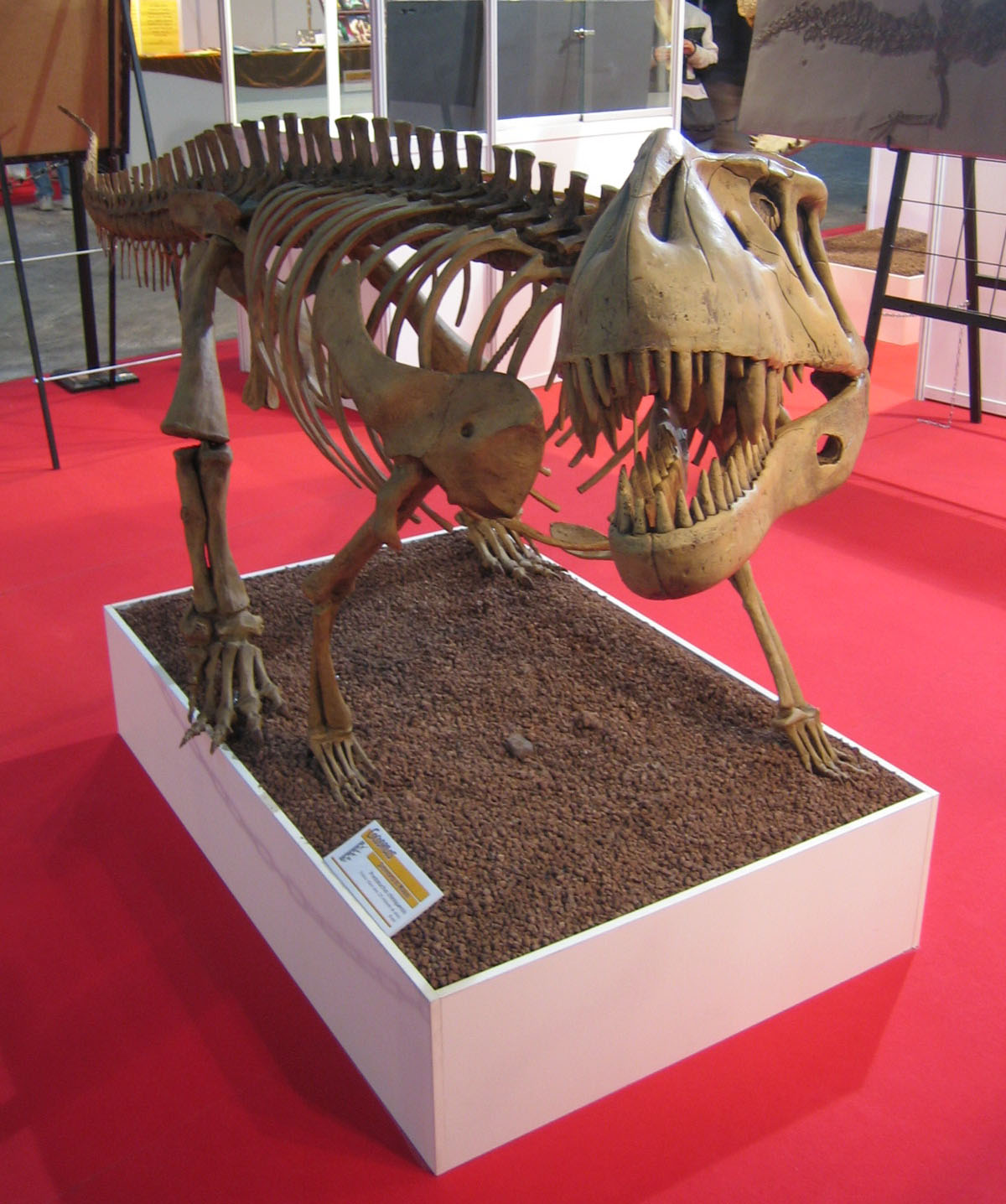
Scheletro di Prestosuchus chiniquensis.

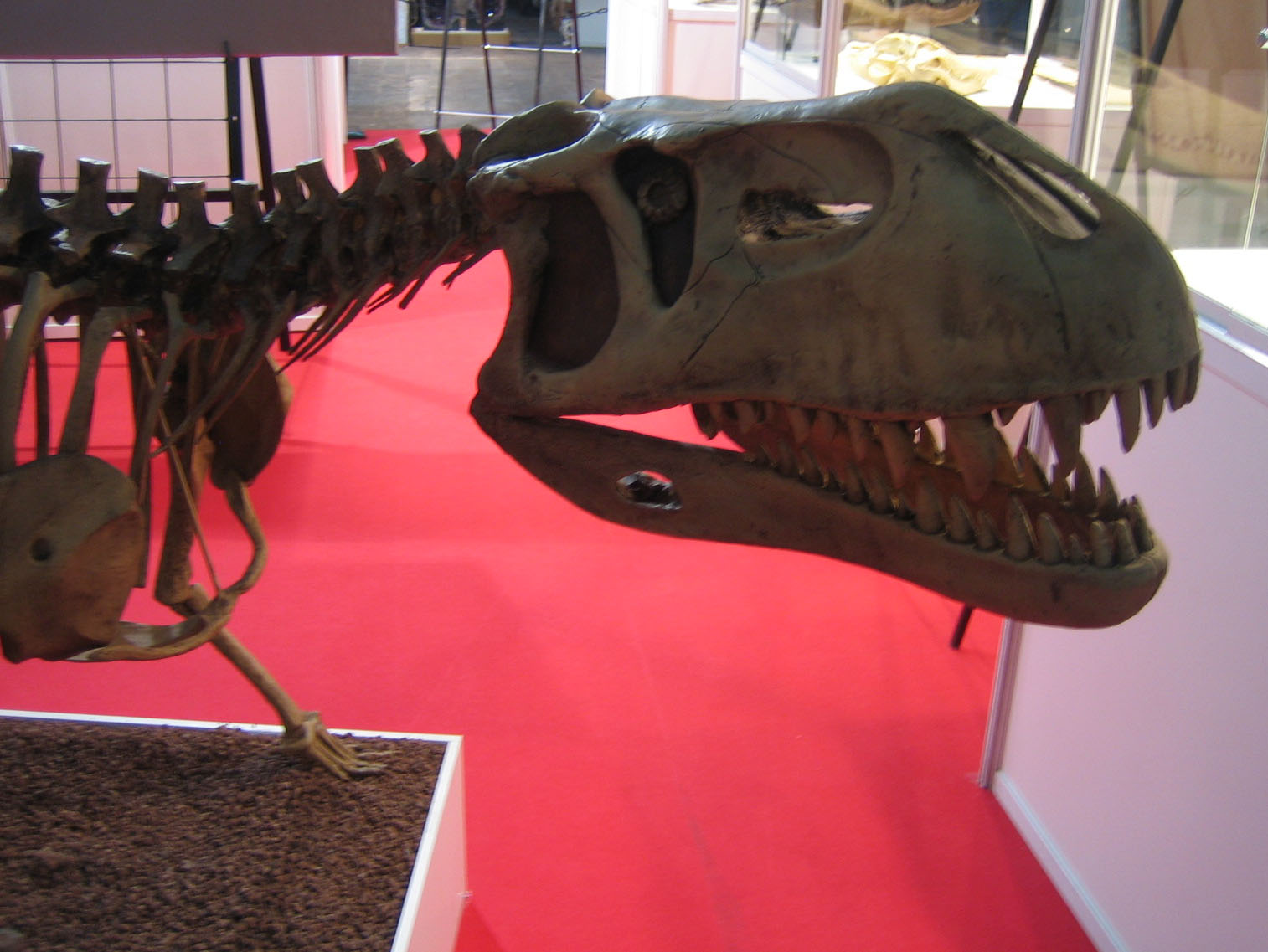
Particolare del cranio di Prestosuchus chiniquensis.

## Fossili
I resti fossili della specie più conosciuta, Prestosuchus chiniquensis, furono ritrovati nella regione di Chiniquá, nei pressi della città di São Pedro do Sul nel 1938 da Fernandino Presto, a cui in seguito il famoso paleontologo Friedrich von Huene dedicò la descrizione dell'animale.